# Arce (Cantabria)

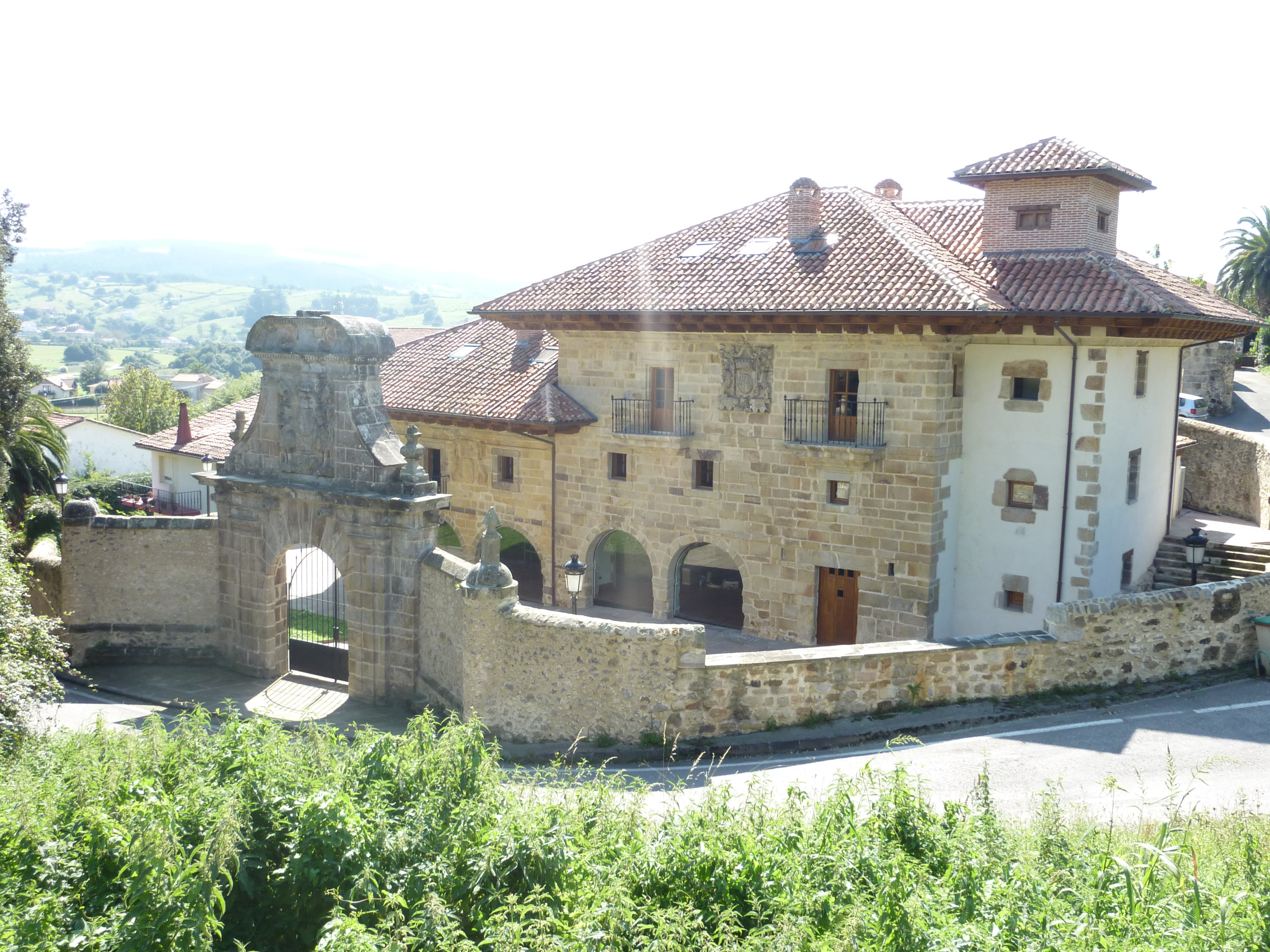
Palacio de los marqueses de la Conquista Real, Arce (Cantabria), Piélagos, Cantabria.

Arce o Puente Arce es una localidad del municipio de Piélagos (Cantabria, España). La localidad está a 40 metros de altitud sobre el nivel del mar, y a 7,5 kilómetros de la capital municipal
. En el año 2022 contaba con una población de 2.859 habitantes (INE).
Los barrios de que consta esta localidad son: La Fuente, Las Veneras, La Castañera, Santa María, La Cagiga, Los Riegos, Monseñor, Los Valles, El Perujo, San Julián, Velo, La Calzada, La Soledad, Solarana, La Garma, El Campo, Cutios, Los Reales, Santa Ana, La Pajosa, El Cotero y La Mina.
Uno de sus barrios más conocidos es el de Belo, actualmente Velo, que había sido pueblo propio y con parroquia propia (San Julián pasó a ser ermita y hoy ya no existe).
En 1822 se constituyó en ayuntamiento, pero en 1835 se integró en el actual ayuntamiento de Piélagos, al que pertenece.
De este lugar era el monje 
benedictino Francisco de la Sota (1615-1680), importante historiador de la época.
El nombre de la localidad proviene de su puente del siglo XVI, declarado Bien de Interés Cultural.

## Transporte
Puente Arce cuenta actualmente con una línea de autobús operada por Aranda Calderón, que realiza la ruta Santander-Oruña y Santander-Renedo. Otras líneas de autobús, como Santander-Torrelavega, incluyen paradas en Puente Arce pero con menos frecuencia.
La estación de tren más cercana es la de Boo de Piélagos, a 3,6 km, por donde pasa la línea de Feve Santander-Cabezón de la Sal y Santander-Puente San Miguel. Además, el pueblo cuenta con un servicio de taxi.

## Fiestas
- 2 de julio (Nuestra Señora de la Soledad).
- 26 de julio (Santa Ana).
- 15 de agosto (Nuestra Señora de la Asunción).